# Lithostege cyrenaica
Lithostege cyrenaica är en fjärilsart som beskrevs av Turati sensu Amsel 1935. Lithostege cyrenaica ingår i släktet Lithostege och familjen mätare. Inga underarter finns listade i Catalogue of Life.